# Buck Williams
Charles Linwood Williams (né le 8 mars 1960 à Rocky Mount, Caroline du Nord), plus connu sous le nom de "Buck", est un ancien joueur professionnel américain de basket-ball.
En dépit de sa taille (2,03 m), Williams fut l'un des meilleurs rebondeurs de l'histoire de la NBA. Ses 17 années de carrière en NBA furent marquées par trois apparitions au NBA All-Star Game, un trophée de NBA Rookie of the Year, une sélection dans la All-Rookie team, une sélection dans la All-NBA second team et quatre sélections dans la First All-Defensive Team et la Second All-Defensive Team.

## Université
Williams débuta au lycée de Rocky Mount à Rocky Mount, Caroline du Nord avant d'évoluer en NCAA à l'Université du Maryland. Williams connut un succès immédiat à Maryland, obtenant le trophée de ACC Rookie of the Year en 1979. Il fut leader aux rebonds de la Conférence Atlantic Coast (ACC) à deux reprises (1979 et 1981), tout en inscrivant 15,5 points par match lors de ses années sophomore et junior. La reconnaissance nationale de ses performances vint avec sa sélection avec l'équipe américaine pour les Jeux olympiques d'été de 1980, en compagnie de deux futurs champions NBA Isiah Thomas et Mark Aguirre. Mais il ne put jamais démontrer son talent à cause du boycott des États-Unis lors de cette compétition. En 2002, Williams fut l'un des huit anciens joueurs de Maryland à être nommés dans l'équipe du cinquantenaire de la Conférence ACC. Depuis 2001, il est membre du University of Maryland’s Athletic Hall of Fame.

## Années à New Jersey: 1981-1989
Après trois années à Maryland, Williams décida de quitter l'université pour rejoindre la NBA. Les New Jersey Nets le sélectionnèrent au troisième rang de la draft 1981, derrière ses deux coéquipiers olympiques Aguirre et Thomas. Lors de sa première saison avec les Nets, il réalisa des moyennes de 15,5 points et 12,3 rebonds par match, permettant à New Jersey de gagner 20 matches supplémentaires par rapport à la saison précédente, et remporta le trophée de NBA Rookie of the Year en 1982. Williams demeura titulaire du poste d'ailier-fort durant les huit saisons suivantes chez les Nets ; lors de six d'entre elles, il fut classé parmi les trois meilleurs rebondeurs, avec jamais moins de 12 rebonds par match. Cette période correspond à la meilleure des Nets depuis leur arrivée en NBA en 1977 (ils étaient auparavant en American Basketball Association).

## Années à Portland: 1989-1996
Le 24 juin 1989, les Nets transférèrent Williams aux Trail Blazers de Portland en échange de Sam Bowie et un tour de draft. À Portland, Williams continua ses performances et constitua un duo complémentaire à l'aile avec Clyde Drexler et Terry Porter. Les campagnes de playoffs des Blazers se terminèrent au premier tour quatre années consécutives avant 1990 ; les trois premières saisons de Williams avec les Blazers coïncidèrent avec trois Finales de Conférence Ouest et deux Finales NBA : en 1990, ils succombèrent face à la puissance des Pistons de Détroit en cinq matches, alors qu'en 1992, ils butèrent face aux Bulls de Chicago en six rencontres. Williams fut régulièrement titulaire lors de ses six premières saisons avec les Blazers. Il détient le meilleur pourcentage de réussite aux tirs de la franchise avec 55,0 %.

## Fin de carrière
Au crépuscule de sa carrière, après la saison 1995-96, Williams retourna dans la Conférence Est, signant avec les Knicks de New York, où il joua beaucoup moins, derrière un duo composé de Patrick Ewing et Charles Oakley. Il passa deux années avec les Knicks, mais dut manquer 41 rencontres lors de la saison 1997-98 à cause de problèmes aux genoux. Williams annonça sa retraite le 27 janvier 1999, concluant sa carrière avec des moyennes de 12,8 points et 10 rebonds par match et un pourcentage de réussite aux tirs de 54,9 %. Durant ses 17 années de carrière en NBA, Williams compila plus de 16 000 points et 13 000 rebonds — l'un des sept joueurs NBA à avoir jamais réussi cette performance.
Williams fut président de l'association des joueurs NBA de 1994 à 1997.
Les New Jersey Nets retirèrent son numéro 52 en 1999.
En 2006, Buck Williams entamait sa troisième année d'entraîneur à la tête de l'équipe des 16 ans et moins des Maryland Madness, une équipe de l'Amateur Athletic Union, une équipe qu'il emmena au top 5 national en 2005.

## Anecdote
Williams était connu pour ses énormes lunettes (goggles) qu'il portait sur le terrain.
En 2006, il fut intronisé au Rocky Mount Twin County Hall of Fame.

## Statistiques
gras = ses meilleures performances

### Universitaires
Statistiques en université de Buck Williams
| Saison    | Équipe   | Matchs | Titul. | Min./m | % Tir | % LF | Rbds/m. | Pass/m. | Int/m. | Ctr/m. | Pts/m. |
| --------- | -------- | ------ | ------ | ------ | ----- | ---- | ------- | ------- | ------ | ------ | ------ |
| 1978-1979 | Maryland | 30     | 30     | 30,2   | 58,3  | 55,5 | 10,8    | 0,6     | 1,0    | 0,8    | 10,0   |
| 1979-1980 | Maryland | 24     | 23     | 34,7   | 60,6  | 66,4 | 10,1    | 1,1     | 0,7    | 1,3    | 15,5   |
| 1980-1981 | Maryland | 31     | 31     | 34,8   | 64,7  | 63,7 | 11,7    | 1,0     | 0,9    | 0,9    | 15,5   |
| Carrière  | Carrière | 85     | 84     | 33,2   | 61,5  | 62,3 | 10,9    | 0,9     | 0,9    | 1,0    | 13,6   |

### Professionnelles

#### Saison régulière
Légende :
| Recrue/rookie de la saison | Meilleur joueur de cette catégorie statistique de la saison |

gras = ses meilleures performances
Statistiques en saison régulière de Buck Williams
| Saison        | Équipe        | Matchs | Titul. | Min./m | % Tir | % 3pts | % LF | Rbds/m. | Pass/m. | Int/m. | Ctr/m. | Pts/m. |
| ------------- | ------------- | ------ | ------ | ------ | ----- | ------ | ---- | ------- | ------- | ------ | ------ | ------ |
| 1981-1982     | New Jersey    | 82     | 82     | 34,5   | 58,2  | 0,0    | 62,4 | 12,3    | 1,3     | 1,0    | 1,0    | 15,5   |
| 1982-1983     | New Jersey    | 82     | 82     | 36,1   | 58,8  | 0,0    | 62,0 | 12,5    | 1,5     | 1,1    | 1,3    | 17,0   |
| 1983-1984     | New Jersey    | 81     | 81     | 37,1   | 53,5  | 0,0    | 57,0 | 12,3    | 1,6     | 1,0    | 1,5    | 15,7   |
| 1984-1985     | New Jersey    | 82     | 82     | 38,8   | 53,0  | 25,0   | 62,5 | 12,3    | 2,0     | 0,8    | 1,3    | 18,2   |
| 1985-1986     | New Jersey    | 82     | 82     | 37,4   | 52,3  | 0,0    | 67,6 | 12,0    | 1,6     | 0,9    | 1,2    | 15,9   |
| 1986-1987     | New Jersey    | 82     | 82     | 36,3   | 55,7  | 0,0    | 73,1 | 12,5    | 1,6     | 1,0    | 1,1    | 18,0   |
| 1987-1988     | New Jersey    | 70     | 70     | 37,7   | 56,0  | 100,0  | 66,8 | 11,9    | 1,6     | 1,0    | 0,6    | 18,3   |
| 1988-1989     | New Jersey    | 74     | 72     | 33,1   | 53,1  | 0,0    | 66,6 | 9,4     | 1,1     | 0,8    | 0,5    | 13,0   |
| 1989-1990     | Portland      | 82     | 82     | 34,2   | 54,8  | 0,0    | 70,6 | 9,8     | 1,4     | 0,8    | 0,5    | 13,6   |
| 1990-1991     | Portland      | 80     | 80     | 32,3   | 60,2  | —      | 70,5 | 9,4     | 1,2     | 0,6    | 0,6    | 11,7   |
| 1991-1992     | Portland      | 80     | 80     | 31,5   | 60,4  | 0,0    | 75,4 | 8,8     | 1,4     | 0,8    | 0,5    | 11,3   |
| 1992-1993     | Portland      | 82     | 82     | 30,5   | 51,1  | 0,0    | 64,5 | 8,4     | 0,9     | 1,0    | 0,7    | 8,3    |
| 1993-1994     | Portland      | 81     | 81     | 32,5   | 55,5  | 0,0    | 67,9 | 10,4    | 1,0     | 0,7    | 0,6    | 9,7    |
| 1994-1995     | Portland      | 82     | 82     | 29,5   | 51,2  | 50,0   | 67,3 | 8,2     | 1,0     | 0,8    | 0,8    | 9,2    |
| 1995-1996     | Portland      | 70     | 10     | 23,9   | 50,0  | 66,7   | 66,8 | 5,8     | 0,6     | 0,6    | 0,7    | 7,3    |
| 1996-1997     | New York      | 74     | 4      | 20,2   | 53,7  | 0,0    | 64,2 | 5,4     | 0,7     | 0,5    | 0,5    | 6,3    |
| 1997-1998     | New York      | 41     | 6      | 18,0   | 50,3  | —      | 73,2 | 4,5     | 0,5     | 0,4    | 0,4    | 4,9    |
| Carrière      | Carrière      | 1307   | 1140   | 32,5   | 54,9  | 16,7   | 66,4 | 10,0    | 1,3     | 0,8    | 0,8    | 12,8   |
| All-Star Game | All-Star Game | 3      | 0      | 20,3   | 52,6  | —      | 45,5 | 8,0     | 2,0     | 0,3    | 0,7    | 8,3    |

#### Playoffs
Légende :
| Meilleur joueur de cette catégorie statistique de la saison |

Statistiques en playoffs de Buck Williams
| Saison   | Équipe     | Matchs | Titul. | Min./m | % Tir | % 3pts | % LF | Rbds/m. | Pass/m. | Int/m. | Ctr/m. | Pts/m. |
| -------- | ---------- | ------ | ------ | ------ | ----- | ------ | ---- | ------- | ------- | ------ | ------ | ------ |
| 1982     | New Jersey | 2      | 2      | 39,5   | 53,8  | —      | 46,7 | 10,5    | 1,5     | 0,5    | 1,0    | 17,5   |
| 1983     | New Jersey | 2      | 2      | 42,5   | 50,0  | —      | 80,0 | 11,5    | 2,0     | 1,0    | 1,0    | 19,0   |
| 1984     | New Jersey | 11     | 11     | 43,0   | 48,5  | —      | 55,6 | 14,1    | 1,5     | 1,4    | 1,5    | 15,5   |
| 1985     | New Jersey | 3      | 3      | 41,0   | 65,0  | —      | 73,3 | 10,7    | 0,3     | 1,0    | 1,7    | 24,7   |
| 1986     | New Jersey | 3      | 3      | 42,0   | 72,4  | —      | 76,9 | 10,3    | 0,7     | 2,0    | 0,3    | 20,7   |
| 1990     | Portland   | 21     | 21     | 37,0   | 50,8  | —      | 67,6 | 9,2     | 1,9     | 0,6    | 0,3    | 13,0   |
| 1991     | Portland   | 16     | 16     | 35,8   | 50,0  | —      | 60,3 | 8,9     | 0,9     | 0,6    | 0,3    | 10,3   |
| 1992     | Portland   | 21     | 21     | 36,1   | 50,8  | —      | 75,8 | 8,5     | 1,0     | 1,3    | 0,8    | 9,6    |
| 1993     | Portland   | 4      | 4      | 29,8   | 47,8  | —      | 68,4 | 7,3     | 0,3     | 0,3    | 0,8    | 8,8    |
| 1994     | Portland   | 4      | 4      | 31,3   | 67,9  | —      | 86,7 | 8,8     | 0,5     | 1,0    | 0,5    | 12,8   |
| 1995     | Portland   | 3      | 3      | 34,3   | 60,0  | —      | 63,6 | 6,3     | 0,3     | 1,3    | 0,7    | 8,3    |
| 1996     | Portland   | 5      | 1      | 26,6   | 39,1  | 50,0   | 71,4 | 5,0     | 0,2     | 0,2    | 0,8    | 4,8    |
| 1997     | New York   | 10     | 1      | 19,3   | 48,6  | —      | 52,9 | 4,0     | 0,6     | 0,3    | 0,4    | 4,3    |
| 1998     | New York   | 3      | 0      | 15,0   | 44,4  | —      | 75,0 | 5,3     | 0,3     | 0,0    | 0,3    | 4,7    |
| Carrière | Carrière   | 108    | 92     | 34,4   | 52,0  | 50,0   | 67,2 | 8,7     | 1,0     | 0,8    | 0,6    | 11,2   |

## Pour approfondir
- Liste des joueurs en NBA ayant joué plus de 1 000 matchs en carrière.
- Liste des joueurs les plus assidus en NBA en carrière.
- Liste des meilleurs marqueurs en NBA en carrière.
- Liste des meilleurs rebondeurs en NBA en carrière.
- Liste des joueurs NBA ayant perdu le plus de ballons en carrière.